# فطير أوقسول
فطير أوقسول أو فطير البرمة ويٌطلق عليه أيضاً قَطَّع وأَرْمِي، هو طبق تقليدي يعود أصله إلى منطقة القبائل في الجزائر، ويعد جزءًا من التراث الغذائي القبائلي.

## الوصف
هو طبق تقليدي يتكون أساسًا من معكرونة طازجة مصنوعة يدويًا. تُقطع إلى أطوال تتراوح بين 20 و40 سم، ثم تُطهى في مرق محضر من لحم الخروف والخضروات الموسمية، بالإضافة إلى البقوليات. يُنكه بالعديد من الأعشاب مثل الكزبرة والنعناع، وأخيرًا يُضاف إليه زيت الزيتون.
تُحضر العجينة بنفس طريقة تحضير المسمن، حيث تُقطع وتُطهى مباشرة في المرق.
يُحضَّر هذا الطبق بشكل خاص في فصل الشتاء، كما يُقدَّم للمرأة بعد الولادة اعتقادًا بأنه يساعد على زيادة إنتاج حليب الأم.